# New Diamond
Die New Diamond war ein VLCC-Öltanker (Very Large Crude Carrier) unter der Flagge Panamas. Am 3. September 2020 geriet das Schiff nach einer Explosion des Heizkessels 60 Kilometer vor der Ostküste Sri Lankas in Brand.

## Geschichte

### Bau und Indienststellung
Das Schiff wurde unter der Baunummer 1497 als Ikomasan von Mitsui Engineering & Shipbuilding in Chiba, Japan, gebaut. Die Kiellegung fand am 14. Dezember 1999, der Stapellauf am 10. August 2000 statt. Abgeliefert wurde das Schiff am 29. November 2000. Im Jahr 2013 wurde es in Diamond Warrior umbenannt und im folgenden Jahr in New Diamond. Eigentümer war die griechische Firma Porto Emporios Shipping Inc.

### Explosion 2020
Am 3. September 2020 geriet nach einer Explosion im Maschinenraum zunächst der Maschinenraum in Brand. Das Feuer weitete sich auf die Aufbauten aus.
Das Schiff, das sich rund 60 Kilometer vor der Ostküste Sri Lankas befand, fuhr in Charter der Indian Oil Corporation und befand sich mit 270.000 Tonnen Rohöl an Bord auf dem Weg von Al Ahmadi, Kuwait, nach Paradeep, Ostindien. Neben der Ladung befanden sich auch rund 1700 Tonnen Treibstoffe an Bord.
Bei der Explosion im Maschinenraum am 3. September 2020 gegen 07:45 Uhr örtlicher Zeit (IST) gab es einen Toten und einen Verletzten. Während des Unglücks war eine Mannschaft von 23 Personen an Bord, darunter 18 mit philippinischer und fünf mit griechischer Nationalität. Diese wurden zunächst von einem Produktentanker aufgenommen, der sich in der Nähe befand, und später an ein Schiff der Marine Sri Lankas übergeben.
An den Löscharbeiten war die Marine von Sri Lanka beteiligt. Um Unterstützung der indischen Küstenwache wurde nachgesucht. Am 5. September 2020 war das Feuer zunächst unter Kontrolle. In der Hülle des Schiffs hatte sich mindestens ein Riss oberhalb der Wasserlinie gebildet.
Am 8. September flammte erneut Feuer aus dem hinteren Schiffsteil. Es bestand jedoch keine Gefahr, dass der Tanker auseinanderbrechen könne. Das Feuer war am 9. September weitgehend unter Kontrolle gebracht. Am 11. September wurde berichtet, dass ein Team der Marine Sri Lankas das Schiff inspizieren konnte und die Löschung des Brandes bestätigte. Teile des Maschinenraums standen unter Wasser, durch ein Leck in einem Treibstofftank trat Diesel aus.
Am 13. September wurde das Unterwasserschiff des Tankers von einem Taucherteam inspiziert. Die sri-lankische Meeresumweltschutzbehörde stufte das Schiff daraufhin als umweltsicher und abschleppbereit ein. Der Austritt von Treibstoff konnte gestoppt werden, der beschädigte Tank wurde leergepumpt. Die Meeresschutzbehörde von Sri Lanka kündigte indessen an, rechtliche Schritte wegen der eingetretenen Wasserverschmutzung einzuleiten.
Da weder die Behörden von Sri Lanka noch die von Indien das Leichtern des Schiffes in ihren Hoheitsgewässern erlaubten, wurde es nach Fujairah geschleppt, wo die Ölladung abgepumpt wurde. Das zum Totalverlust erklärte Schiff wurde im Juni 2021 als Teo in Gadani auf den Strand gesetzt und anschließend abgewrackt.

## Technische Daten und Ausstattung
Der Tanker war rund 330 Meter lang und hatte eine Breite von 60 Metern. Er war mit 160.079 BRZ vermessen und hatte eine Tragfähigkeit von 299.986 t.
Angetrieben wurde der Tanker von einem von Mitsui Engineering & Shipbuilding gebauten Zweitakt-Achtzylinder-Dieselmotor mit 25.080 kW Leistung, der eine maximale Geschwindigkeit von rund 18 Knoten erlaubte.